# Pedro Albizu Campos
Pedro Albizu Campos (Ponce, 12 de setembre de 1891 - San Juan, 21 d'abril de 1965) fou un advocat i polític porto-riqueny,  figura capdavantera en el moviment independentista de Puerto Rico. Dotat en llengües, en va parlar sis, graduat en Dret per la Universitat Harvard, i va estar implicat en la lluita irlandesa per la independència.
Albizu Campos fou el president i portaveu del Partit Nacionalista porto-riqueny des de 1930 fins a la seva mort el 1965. Degut a la seva habilitat oratoria era anomenat El Maestro. Va ser empresonat vint-i-sis anys per intentar l'enderrocament del govern dels Estats Units a Puerto Rico. El 1950, va planejar i cridar a les revoltes armades en diverses ciutats dins Puerto Rico en nom de la independència pel que va ser condemnat i empresonat un altre cop. Va morir el 1965 poc després del seu perdó i alliberament de la presó federal. Hi ha controvèrsia sobre el tractament mèdic rebut dins la presó.

## Educació i vida primerenca
Pedro Albizu Campos va néixer el 12 de setembre de 1891 en el sector Tenerías del barri Machuelo Abajo a Ponce, Puerto Rico. Fill de Juana Campos, una treballadora domèstica d'ascendència espanyola, africana i Taína; i d' Alejandro Albizu Romero, anomenat  "El Vizcaíno", un basc merchant d'una família d'immigrants espanyols que temporalment havien residit a Veneçuela D'una família educada, Albizu era el nebot del  compositor de dansa Juan Morel Campos i cosí de l'educador porto-riqueny, Carlos Albizu Miranda. La mare del noi morí quan ell era jove i el seu pare no el va reconèixer fins que fou a la Universitat Harvard.
Albizu Campos es va graduar a l'Institut de Ponce, una "escola pública per l'elit blanca de la ciutat ." El 1912, Albizu aconseguí una beca per estudiar Enginyeria, especialitzant-se en Química, a la Universitat de Vermont. El 1913, va anar a la Universitat Harvard a estudiar dret.
A l'esclat de Primera Guerra Mundial, Albizu Campos va anar voluntari en la Infanteria dels Estats Units. Albizu va ser anomenat Segon Lloctinent en la Reserva de l'Exèrcit i enviat a la ciutat de Ponce, on va organitzar la guàrdia de la ciutat. Va ser cridat per servir en l'Exèrcit regular i enviat a  Camp Las Casas per formar-se. Al finalitzar la formació, va ser assignat al 375è Regiment d'Infanteria. L'Exèrcit dels Estats Units, llavors segregat, va assignar als porto-riquenys de recogneguda descendencia africana com a soldats del "All black units", com el 375è Regiment. Els oficials eren homes classificats com blancs, com era Albizu Campos.

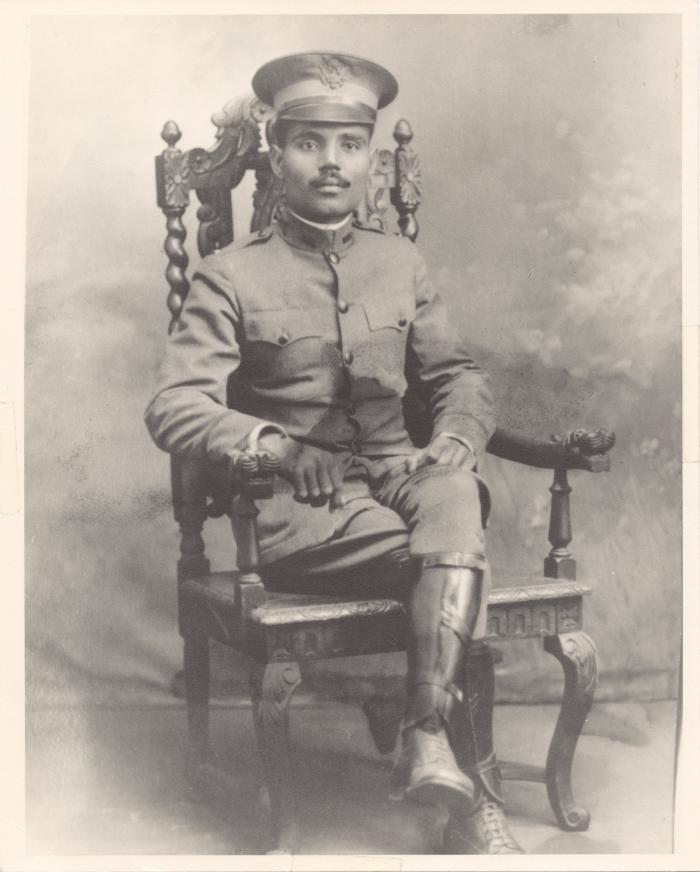
Lloctinent Pedro Albizu Campos (Exèrcit dels EUA)

Albizu Campos fou alliberat de l'Exèrcit el 1919, amb la posició de Primer Lloctinent. Tanmateix, la seva exposició al racisme durant la seva estada en l'exèrcit dels EUA va alterar la seva perspectiva de les relacions de Puerto Rico i els EUA, arrivant a convertir-se en capdavanter en la defensa per la independència de Puerto Rico.
El 1919, Albizu va retornar als seus estudis a la Universitat Harvard, on va ser elegit president del Harvard Cosmopolitan Club. Va conèixer estudiants estrangers i dirigents mundials, com Subhas Chandra Bose, el dirigent Nacionalista indi, i el poeta Hindú Rabindranath Tagore. Va esdevenir interessat en la causa d'independència índia i també va ajudar a establir centres dins Boston per la independència irlandesa. A través d'aquesta feina, Albizu Campos va conèixer el dirigent irlandès Éamon de Valera i més tard va assessorar en el redactant de la constitució de l'Estat Lliure Irlandès. També a la Universitat Harvard va co-va fundar els cavallers de la universitat de Columbus juntament amb altres estudiants catòlics.
Albizu es va graduar a l'Escola de Dret de Harvard el 1921 mentre simultàniament estudiava Literatura, Filosofia, Enginyeria Química, i Ciència Militar a la Universitat Harvard. Parlava fluidament sis llengües modernes i dues llengües clàssiques: anglès, espanyol, francès, alemany, portuguès, italià, llatí i grec antic.
Després de la seva graduació en dret, Albizu Campos fou reclutat per llocs de treball prestigiosos, incloent una passantia de llei al Tribunal Suprem dels EUA, un lloc diplomàtic al Departament d'Estat dels EUA, la vicepresidència regional (regio Caribenya) del sindicat agrícola dels EUA, i professor titular a la Universitat de Puerto Rico.
El 23 de juny de 1921, després de graduar-se a l'Escola de Dret de Harvard, Albizu va retornar a Puerto Rico, sense el seu diploma de dret. Havia estat víctima de discriminació racial per un dels seus professors que va retardar els seus exàmens finals de tercer any dels cursos de Evidència i Empreses. Albizu anava a graduar-se amb la nota mitja més alta de tota la seva classe. Com a tal, es va preveure que fes el discurs (valedictory) durant les cerimònies de graduació. El seu professor va retardar els seus exàmens de manera que no pogués completar la seva feina, i així evitar la "vergonya" de un titulat "valedictorian" porto-riqueny.
Albizu Campos va deixar els Estats Units, va realitzar i va passar els dos exàmens requerits a Puerto Rico i, el juny de 1922 va rebre el seu títol de Dret per correu. Va passar l'examen de bar i va ser admès al bar dins Puerto Rico damunt 11 de febrer de 1924.

## Matrimoni i família
El 1922, Albizu es va casar amb Laura Meneses, una bioquímica peruana que va conèixer a la Universitat Harvard. Van tenir quatre fills anomenats Pedro, Laura, Rosa Emilia i Héctor.

## Context històric
Després de gairebé quatre-cents anys de dominació colonial sota l'Imperi espanyol, Puerto Rico finalment va rebre la seva autonomia colonial el 1898 a través de la Carta de Autonomía. Aquesta carta fou signada pel Primer ministre espanyol Práxedes Mateo Sagasta i ratificada per les Corts Espanyoles.
Malgrat això, només uns quants mesos més tard, els Estats Units van reclamar la propietat de l'illa com a part del Tractat de Paris, el qual va concloure la Guerra hispano-estatunidenca. Les persones que es van oposar a aquesta presa de poder van anar formant el que esdevindria el Partit Nacionalista Porto-riqueny. La seva posició era que, com a assumpte de llei internacional, el Tractat de Paris no podria facultar els espanyols a "donar" als Estats Units el que ja no era seu.
Diversos anys després de deixar Puerto Rico, el 1913, Charles Herbert Allen, el primer governador civil de l'illa, esdevenia president de la American Sugar Refining Company la més gran de la seva classe en el món. El 1915, va dimitir per reduir les seves responsabilitats, però es va quedar en el consell. Aquesta empresa fou més tard rebatejada com la Domino Sugar Company. Segons l'historiador Federico Ribes Tovar, Charles Allen va palanquejar la governació de Puerto Rico a un interès de controlar l'economia porto-riquenya.

## Lideratge del Partit Nacionalista Porto-riqueny

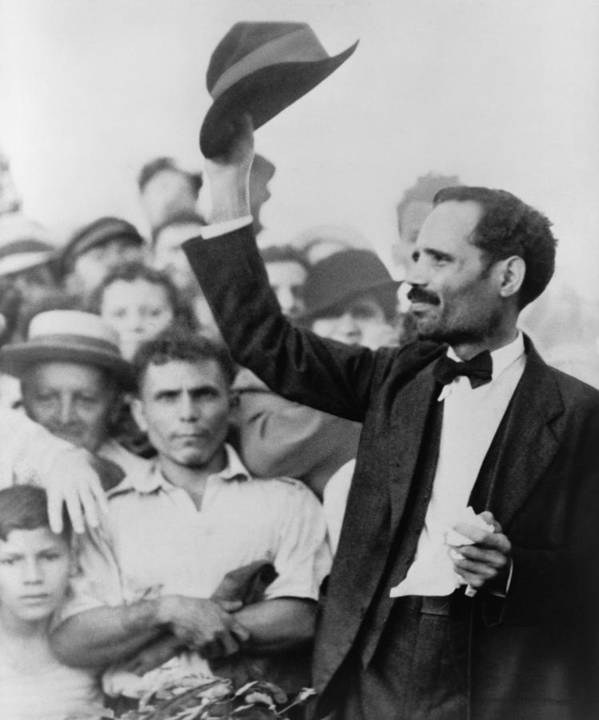
Pedro Albizu Campos el 1936.

Els Activistes nacionalistes volien la independència respecte als bancs estrangers, els propietaris absents de les plantacions i de les lleis colonials dels Estats Units. D'acord amb això començaren a organitzar-se a Puerto Rico.
El 1919, José Coll y Cuchí, un membre del Partit Unió de Puerto Rico, va formar l'Associació Nacionalista de Puerto Rico a San Juan, per treballar per la independència. Van obtenir aprovació legislativa per repatriar les restes de Ramón Emeterio Betances, el patriota porto-riqueny, des de Paris, França.
Pel 1920s, dos altres organitzacions pro-independència s'havien format en l'Illa: la Joventut Nacionalista i l'Associació per la independència de Puerto Rico. L'Associació per la Independència va ser fundada per José S. Alegría, Eugenio Font Suárez i Leopoldo Figueroa el 1920. El 17 de setembre de 1922, aquestes tres organitzacions polítiques van unir forces i va formar el Partit Nacionalista Porto-riqueny. José Coll y Cuchi va ser elegit president i José S. Alegría (pare de Ricardo Alegría) vicepresident.
El 1924, Pedro Albizu Campos es va unir al Partit Nacionalista Porto-riqueny i va ser elegit vicepresident. El 1927, Albizu Campos va viatjar a Santo Domingo, Haití, Cuba, Mèxic, Panamà, Perú, i Veneçuela, buscant suport entre altres americans llatins pel moviment per la independència de Puerto Rico.
El 1930, Albizu i José Coll y Cuchí, president del Partit, van discrepar sobre la forma de portar el partit. A Albizu Campos no li va agradar el que va considerar ser una actitud de solidaritat fraternal amb l'enemic per part de Coll y Cuchí. Com a resultat, Coll y Cuchí va deixar el partit i, amb alguns dels seus seguidors, va retornar al Partit Unió. L'11 de maig de 1930, Albizu Campos va ser elegit president del Partit Nacionalista Porto-riqueny. Va formar el primer comitè Nacionalista de Dones, en el municipi de l'illa de Vieques, Puerto Rico.
Després de ser elegit president de partit, Albizu va declarar: "jo mai he cregut en els nombres. La independència, en comptes d'això, serà aconseguida per la intensitat dels que es dediquen totalment a l'ideal Nacionalista." Sota l'eslògan, "La Patria es valor y sacrificio", una campanya nova d'afirmació nacional va ser duta a terme. La visió de sacrifici d'Albizu Campos va ser integrada amb la seva fe catòlica.

## Acusació contra Cornelius P. Rhoads
El 1932, Albizu va publicar una carta on  acusava Cornelius P. Rhoads, un patòleg americà de l' Institut Rockefeller, de matar pacients porto-riquenya a l'Hospital Presbiterià de San Juan, com a part de la seva recerca mèdica. Albizu Campos havia rebut una carta sense enviar de Rhoads que va adreçar a un col·lega, trobada després que Rhoads va retornar als Estats Units.
Part del que Rhoads va escriure, en una carta al seu amic que va començar per queixar-se sobre un altre és cita de feina, va incloure el següent: 
"Puc aconseguir una maleïda feina bona aquí i sóc temptat per agafar-lo. Seria ideal excepte pels Porto-riquenys. Són sense dubte la més bruta, gandula, degenerada i lladre raça d'homes que mai ha habitat la terra. Et posa malalt d'habitar la mateixa illa amb ells. Són fins i tot pitxors que els italians. El que necessitat l'illa no és fer salut pública sino alguna cosa que extermini totalment la població. Llavors podria ser habitable. He fet el que he pogut per promoure el procés d'exterminació matant 8 i trasplantant càncer a diversos més. L'últim no ha resultat en qualsevol fatalitat per ara... La qüestió de considerar el benestar dels pacients no té cap sentit aquí - de fet tot els metges gaudeixen en l'abús i tortura dels desafortunats individus."
Albizu va enviar còpies de la carta a la Lliga de Nacions, el Pan American Union, el sindicat americà de llibertats civils, diaris, ambaixades i el Vaticà. També va enviar còpies de la carta de Rhoads als mitjans de comunicació, i va publicar la seva propia carta en el Porto Rico Progress. Ho va utilitzar com una oportunitat per atacar l'imperialisme dels Estats Units, va escriure:
"El monopoli mercantil té el suport del monopoli financer... Els Estats Units han hipotecat el país per als seus propis interessos financers. La intervenció militar va destruir l'agricultura. Van canviar el país a una plantació de sucre enorme..." Albizu Campos va acusar Rhoads i els Estats Units de provar d' exterminar la població nativa, dient, "Evidentment, les persones submises que venen sota l'imperi Nord-americà, sota l'ombra de la seva bandera, es posen malaltes i moren. Els fets confirmen absolutament un sistema d'exterminació." Va continuar, "Ell [la Fundació Rockefeller ] té un pla per exterminar el nostre poble inoculant als pacients desgracia suficient per anar cap a ells amb virus de malalties incurables com càncer."
Un escàndol es va produir. Rhoads havia retornat a Nova York. El governador De Puerto Rico, James R. Beverley , i el seu advocat Ramón Quiñones, així com els metges porto-riquenys Morales i Otero  cridats especialment, van conduir una investigació dels més de 250 casos tractats durant el període de treball de Rhoads a l'Hospital Presbiterià. La Fundació Rockefeller també va realitzar  la seva pròpia investigació. Rhoads Va dir hi havia escrit la carta rabiós  per trobar el seu cotxe vandalitzat, i va ser pretès "com a acudit" privat amb el seu col·lega. Una investigació va concloure que havia la seva recerca i tractament de porto-riquenys  apropiadament. Quan l'assumpte fou  revisat el 2002 un altre cop, cap evidència va ser trobada de maltractament mèdic. L'Associació americana per Recerca de Càncer (AACR) va considerar prou ofensiva la carta per treure el nom de Rhoads' d'un premi establert a honor al seu llarg  treball dins la recerca de càncer.

## Esforços Nacionalistes primerencs

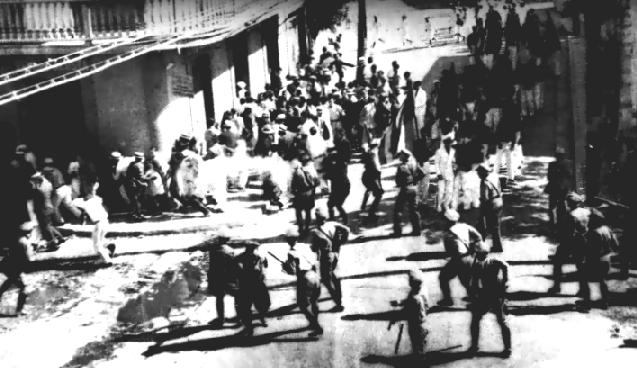
La masacre de Ponce, 1936. Carlos Torres Morales, un foto periodista del diari El Imparcial, va pendre aquesta foto a l'inici del tiroteig.

El Partit Nacionalista va obtenir uns resultats electorals pobres en les eleccions de 1932, però va continuar la seva campanya per unir l'illa darrere d'una plataforma a favor de la independència de Puerto Rico. El 1933, Albizu Campos va dirigir una vaga general contra el Ferrocarril de Puerto Rico i la companyia electrica pel seu al·legat monopoli en l'illa. L'any següent va representar com a advocat els treballadors de la Sugar Cane en una campanya  contra la indústria de sucre dels Estats Units.
El moviment Nacionalista es va intensificar per alguns dels seus membres que foren morts per la policia durant unes revoltes a la Universitat de Puerto Rico el 1935, anomenada la masacre de Río Piedras. La policia va ser dirigida pel Coronel E. Francis Riggs, un oficial retirat de l'Exèrcit dels Estats Units. Pedro Albizu va retirar el Partit Nacionalista de la política electoral, dient que no participarien fins que els Estats Units acabessin amb les lleis colonials.
El 1936, Hiram Rosado i Elías Beauchamp, dos membres dels Cadets de la República, l'organització quasi militar de la joventut Nacionalista, van assassinar el Coronel Riggs. Després del seu arrest, van ser assassinats sense judici en seu policial a San Juan.
Uns altres policies va matar manifestants i transeünts en una desfilada a de Ponce el 1936. Els Nacionalistes van creure que aquests policies van mostrar la violència que els Estats Units utilitzava per a mantenir el seu règim colonial dins Puerto Rico. Els historiadors Manuel Maldonado-Denis i César Ayala creuen que el motiu per aquesta repressió, especialment durant la Gran depressió, era degut als interessos empresarials dels Estats Units que guanyaven enormes beneficis per aquest sistema colonial.

## Primer arrest
Després que aquests esdeveniments, damunt 3 d'abril de 1936, un jurat federal va entregar una acusació contra Albizu Campos, Juan Antonio Corretjer, Luis F. Velázquez, Clemente Soto Vélez i els membres següents dels cadets: Erasmo Velázquez, Julio H. Velázquez, Rafael Ortiz Pacheco, Juan Gallardo Santiago, i Pablo Rosado Ortiz. Van ser acusats de sedició i altres violations del Títol 18 del Codi dels Estats Units.
El prosecution va basar alguns dels seus càrrecs Nacionalistes en la creació i l'organització  dels Cadets, als quals el govern es va referir com l'"Exèrcit de Liberació de Puerto Rico". Els fiscals van dir que la tàctica militar amb què els cadets van ser ensenyats era pel propòsit d'enderrocar el Govern dels Estats Units. Un jurat de set porto-riquenys i cinc americans va absoldre els individus per una votació de 7-a-5.
Tanmateix, el Jutge Robert A. Cooper no va aprovar aquest veredicte. Va demanar un judici nou i un jurat nou, el qual va ser compost de deu americans i dos porto-riquenys. Aquest segon jurat va concloure que els acusats eren culpables.
El 1937, un grup d'advocats, incloent un jove Gilberto Concepción de Gracia va apel·lar el cas, però el Tribunal d'Apel·lacions de Boston, el qual va aguantar appellate jurisdicció, va mantenir el veredicte. Albizu Campos I els altres dirigents Nacionalistes van ser sentenciats a la presó Federal d' Atlanta.
El 1939, el Congressista dels Estats Units Vito Marcantonio criticà fortament els procediments, anomenant el judici com un estratagema i "una de les pàgines negres en la història de jurisprudència americana." En el seu discurs Cinc Anys de Tirania, el Congressista Marcantonio va dir que el jurat d'Albizu hi havia estat profundament perjudicat des que havia estat triat a mà per l'acusador públic Cecil Snyder. Segons Marcantonio, el jurat estava format per persones "...Que  havien  expressat públicament biaix i aversió pels  acusats." Va dir que Snyder havia dit que "el Departament de Justice li donaria suport fins a aconseguir una condemna."
Marcantonio va argumentar pels drets dels porto-riquenys, dient "D'ençà que Puerto Rico forma part dels Estats Units, Puerto Rico ha de tenir la mateixa llibertat, la mateixa llibertats civils, i la mateixa justícia que els nostres avantpassats van establir per a nosaltres. Només un perdó complet i incondicional immediat podrà, en una mesura molt petita, corregir aquesta equivocació històrica."
El 1943, Albizu Campos esdevenia seriosament malalt i va haver de ser internat al Columbus Hospital de Nova York. Va quedar allà fins que gairebé el final de la seva sentencia. El 1947, després d'onze anys d'empresonament, Albizu va ser alliberat; va retornar a Puerto Rico. Dins d'un breu període, va començar per una lluita armada contra el pla per convertir Puerto Rico a un Estat Lliure Associat (commonwealth) dels Estats Units.

## Passatge de la Llei 53
El 1948, el Senat de Puerto Rican va aprovar la Llei 53, també anomenada la Ley de la Mordaza. Al temps, membres del Partit Popular Democràtic (PPD), van ocupar gairebé tots els seients del Senat, i Luis Muñoz Marín presidí la cambra.
El projecte de llei va ser convertit en llei el 10 de juny de 1948, pel governador designat pels Estats Units de Puerto Rico, Jesús T. Piñero. S'assemblava molt a la Llei Smith anticomunista aprovada als Estats Units.
La llei va fer il·legal tenir en propietat o mostrar una bandera de Puerto Rico en qualsevol lloc, fins i tot en la pròpia casa. Limitava els discursos contra el govern dels Estats Units o a favor de la independència de Puerto Rico i va prohibir imprimir, publicar, vendre o exhibir qualsevol material destinat a paralitzar o destruir el govern insular o per organitzar qualsevol societat, grup o conjunt de persones amb similars intencións destructiva. Qualsevol persona acusada i declarada culpable de desobeir la llei podria ser condemnada a deu anys de presó, una multa de $ 10,000 dòlars (US), o tots dos.
Leopoldo Figueroa, llavors un membre del Partido Estadista Puertorriqueño (Partit Estatista Porto-riqueny) i l'únic no membre del PPD de la Cambra de Representants de Puerto Rico, va parlar fora contra la llei, dient que era repressive i en directe violació de la Primera Esmena de la Constitució dels Estats Units, la qual garanteix Llibertat de Discurs. Figueroa va assenyalar que des que s'havia atorgat als porto-riquenys la ciutadania nord-americana estaven coberts per les seves garanties constitucionals.

## 1950s revoltes i segon arrest

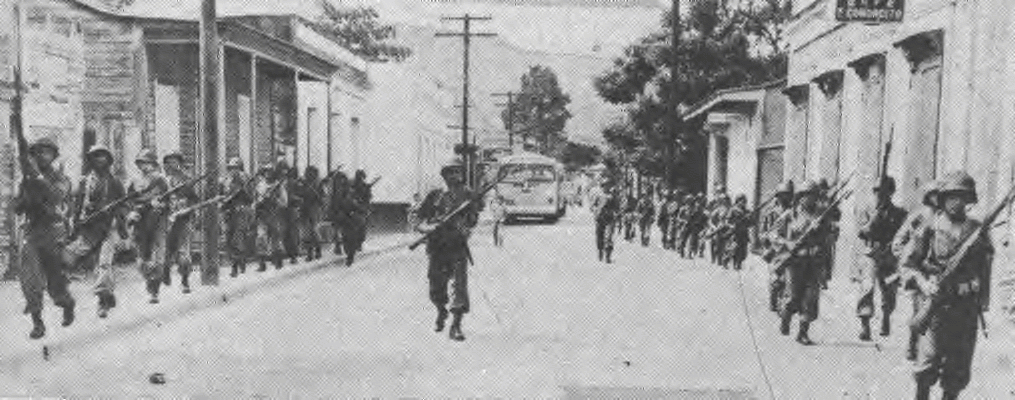
La Guàrdia Nacional ocupa Jayuya

Pedro Albizu Campos era fou empresonat un altre cop després de les revoltes nacionalistes del 30 d'octubre de 1950, conegudes com les Revoltes del Partit Nacionalista de Puerto Rico de 1950, en diverses ciutats i pobles de Puerto Rico en contra dels Estats Units. Una de les revoltes més notables fou la de Jayuya, on un grup de Nacionalistes porto-riquenys, sota el lideratge de Blanca Canales, va aguantar la ciutat de Jayuya durant tres dies; la revolta d' Utuado que va culminar en l'anomenada Masacre d'Utuado; i l'atac a La Fortaleza (la mansió del governador de Puerto Rico) durant l'atac Nacionalista de San Juan.
El 31 d'octubre, agents de policia i la Guàrdia Nacional van envoltar el Saló Boricua, una barberia a Santurce. Creient que un grup de nacionalistes eren dins de la botiga, van obrir foc. L'única persona a la botiga era el barber personal d'Albizu Camps, Vidal Santiago Díaz. Santiago Díaz va lluitar sol contra els atacants durant tres hores i va rebre cinc impactes de bala, un d'ells al cap. Tot el tiroteig va ser transmès "en viu" a través de les ones de ràdio, i es va escoltar per tota l'illa. Durant la nit Santiago Díaz, el barber que va sobreviure a un atac armat per part de quaranta policies i la Guàrdia Nacional, es va convertir en una llegenda en tot Puerto Rico.
Durant la revolta, Albizu va ser a la seu del Partit Nacionalista en el Vell San Juan, que també va servir com la seva residència. Aquest dia va estar acompanyat per Juan José Muñoz Matos, Doris Torresola Roura (cosina de Blanca Canales i germana de Griselio Torresola), i Carmen María Pérez Roque. Els ocupants de l'edifici van ser envoltats per la policia i la Guàrdia Nacional que, sense previ avís, van disparar les seves armes. Doris Torresola, que va ser ferida de bala, va ser retirada durant un alto el foc per Muñoz Matos i Pérez Roque. Alvaro Rivera Walker, amic de Pedro Albizu Campos, d'alguna manera va fer el seu camí cap al líder nacionalista. Es va quedar amb Albizu Camps fins a l'endemà, quan van ser atacats amb gas. Rivera Walker després va aixecar una tovallola blanca que unit a un pal i es va rendir. Tots els nacionalistes, entre ells Albizu, van ser detinguts.
L'1 de novembre de 1950, els Nacionalistes Oscar Collazo i Griselio Torresola van atacar la Casa Blair Casa de Washington DC on el president Harry S. Truman vivia mentre la Casa Blanca era reformada. Durant l'atac al president, Torresola i un policia, Leslie Coffelt, van  ser morts.
A causa d'aquest intent d'assassinat, Pedro Albizu Campos va ser atacat immediatament a casa seva. Després d'un tiroteig amb la policia, Albizu Campos va ser arrestat i condemnat a vuitanta anys de presó. En els següents dies, 3.000 partidaris de la independència van ser arrestats per tota l'illa.

## Lolita Lebrón i tercer arrest
Albizu fou perdonat el 1953 pel llavors-governador Luis Muñoz Marín però el perdó va ser revocat l'any següent després de l' atac nacionalista de la Cambra de Representants dels Estats Units el 1954, quan quatre Nacionalistes porto-riquenys, dirigits per Lolita Lebrón, va obrir foc a la galeria del Edifici del Capitoli a Washington DC.
Pedro Albizu Campos, trobant-se malalt, va ser arrestat quan Lolita Lebrón, Rafael Cancel Miranda, Andrés Figueroa Cordero i Irving Flores, van desplegar una bandera de Puerto Rico i va obrir foc contra els membres del 83è Congrés l'1 de març de 1954 amb la intenció de captar l'atenció de tot el món per a la causa de la independència de Puerto Rico. Ruth Mary Reynolds, la nacionalista d'Amèrica, va dirigir la defensa d'Albizu Campos i els quatre nacionalistes involucrats en el tiroteig amb l'ajuda de la Lliga Americana per la Independència de Puerto Rico.

## Darrers anys i mort
Durant el seu empresonament, Albizu va patir un deteriorament de la seva salut. Va al·legar que va ser objecte d'experiments de radiació humans a la presó i va dir que podia veure els raigs de colors bombardejar-lo. Quan ell va embolicar tovalloles humides al voltant del cap per tal de protegir-se de la radiació, els guàrdies de la presó el van ridiculitzar com El Rei de les Tovalloles.
Funcionaris van suggerir que Pedro Albizu Camps patia d'una malaltia mental, però altres presos a la presó de la Princesa incloent Francisco Matos Paoli, Roberto Díaz i Juan Jaca, van afirmar que se sentien els efectes de la radiació en els seus propis cossos.
Orlando Daumy, un radiòleg i president de l'Associació de Càncer cubana, va viatjar a Puerto Rico per examinar-li. Del seu examen físic directe de Albizu Campos, Daumy va assolir tres conclusions específiques: 
1) que les nafres en Albizu Campos va ser produït per cremades de radiació
2) que els seus símptomes van correspondre a aquells d'una persona que hi havia rebut radiació intensa,
3) que embolcall ell en les tovalloles humides era la manera millor de disminuir la intensitat dels rajos.
Dins 1956, Albizu va patir un ictus cerebral dins la presó i va ser transferit a l'Hospital presbiterià de San Juan sota guàrdia policial.
El 15 de novembre de 1964, en els seus darrers dies de vida, Pedro Albizu Campos fou perdonat pel Governador Luis Muñoz Marín. Va morir el 21 d'abril de 1965.
Més de 75,000 Puerto Ricans era part d'una processó que va acompanyar el seu cos per enterrament en el Cementiri de Sant Joan Vell.

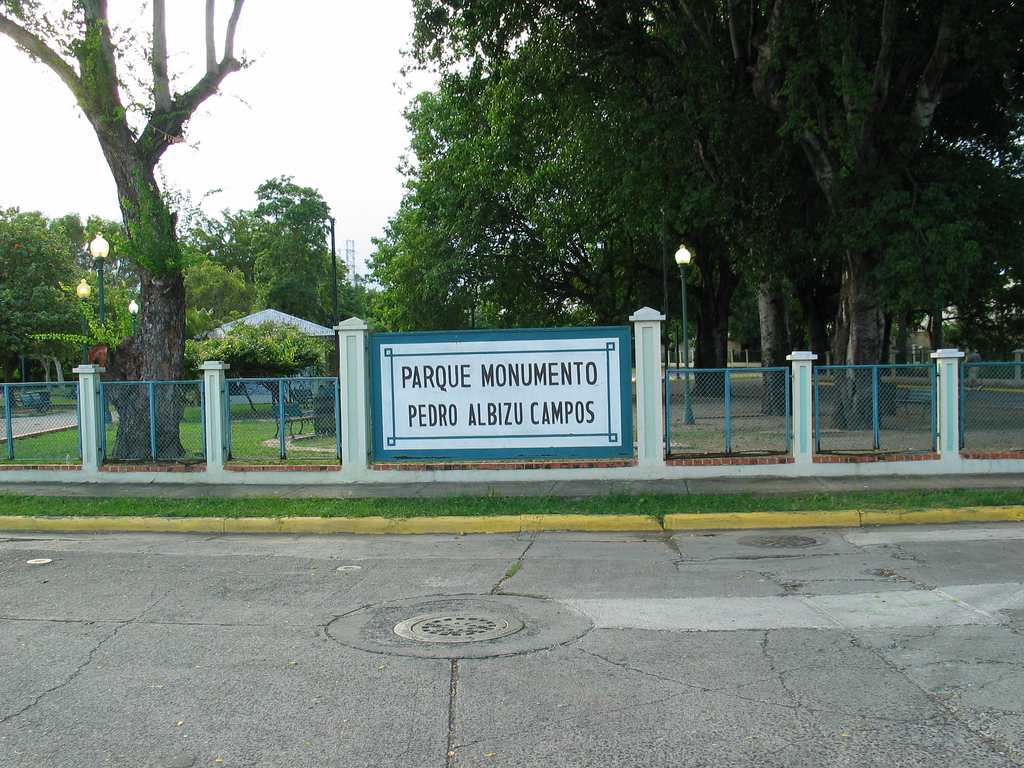
El parc Pedro Albizu Campos es va construir al seu lloc de naixement: la comunitat de Tenerias del Barri Machuelo Abajo, Ponce, Puerto Rico.

## Arxius de l'FBI sobre Albizu Campos
En el 2000s, els investigadors aconseguien arxius de la FBI alliberada sota la Llibertat d'Acte d'Informació, revelant que l'oficina de FBI del Sant Joan hi havia coordinat amb oficines de FBI dins Nova York, Chicago i altres ciutats, en unes dècades-vigilància llarga de Albizu i Puerto Ricans qui va tenir contacte o comunicació amb ell. Aquests documenta és viewable en línia, incloent algun tan recent mentre 1965.

## Llegat
Pedro Albizu Campos legacy és el tema de discussió entre seguidors i detractors. Lolita Lebrón li va cridar "Puerto Rico la majoria de visionary el dirigent" i els nacionalistes li consideren "un dels patriotes més grans de l'illa del segle xx." Dins descrivint el seu legacy, científic social Juan Manuel Carrión va escriure que "Albizu encara representa un repte enèrgic al molt teixit de [Puerto Rico és] ordre polític colonial." Els seus seguidors declaren que Albizu accions polítiques i militars van servir com a primer per canvi positiu dins Puerto Rico, incloent la millora de condicions de treball per camperols i treballadors, una valoració més acurada de la relació colonial entre Puerto Rico i els Estats Units, i una conscienciació per l'establiment polític dins Washington DC d'aquesta relació colonial. Els seguidors declaren que el seu llegat és que un sacrifici exemplar per l'edifici de la nació portorriquenya...Un llegat de resistència a la dominació colonial. Els seus crítics diuen que "va fallar per atreure i oferir solucions concretes al lluitant pobre i persones de classe treballadora i per això era incapaç d'estendre la revolució a les masses."
El ressorgiment d'observança pública del Grito de Lares i les seves icones significatives era un resultat de Albizu Campos esforços com el dirigent del Puerto Rican Partit Nacionalista.

## Honors
Albizu campos Ha estat el tema de centenars de llibres i articles incomptables. També ha estat honored tots dos en els Estats Units i dins Puerto Rico dins moltes maneres:
- Dins Chicago, un institut alternatiu és anomenat el Pedro Albizu Campos Institut.
- Dins Ciutat de Nova York, Escola Pública 161 en Harlem és anomenat en honor seu.
- Dins Puerto Rico, cinc escoles públiques són anomenades en honor seu.[62]
- Dins Puerto Rico, hi ha carrers dins més els municipis anomenats en honor seu.[62]
- En Ponce, hi ha un Pedro Albizu Campos Parc i una estàtua de mida natural dedicada a la seva memòria. Cada setembre 12, les seves contribucions a Puerto Rico són recordades a aquest parc en la celebració del seu aniversari.[63]
- En Salinas, hi ha un "Plaza Monumento Don Pedro Albizu Campos", un plaça i estàtua de 9 peus dedicada a la seva memòria. Va ser dedicat damunt 11 de gener de 2013, el dia de naixement d'Eugenio María de Hostos, un altre Puerto Rican que va lluitar per la independència de Puerto Rico. Bastant únic entre Puerto Rican va pensar, el plaza-el monument va ser aixecat i dedicat per un govern municipal del contrari (statehood) ideologia política mentre allò de Albizu Campos.[64]
- Dins 1993, Chicago alderman Billy Ocasio, dins donant suport una estàtua de Albizu Campos en Humboldt Parc, likened li a tals dirigents americans mentre Patrick Henry, Cap Cavall Boig, John Marró, Frederick Douglass, i W. E. B. Du Bois.[65]